# Matthew Herbert

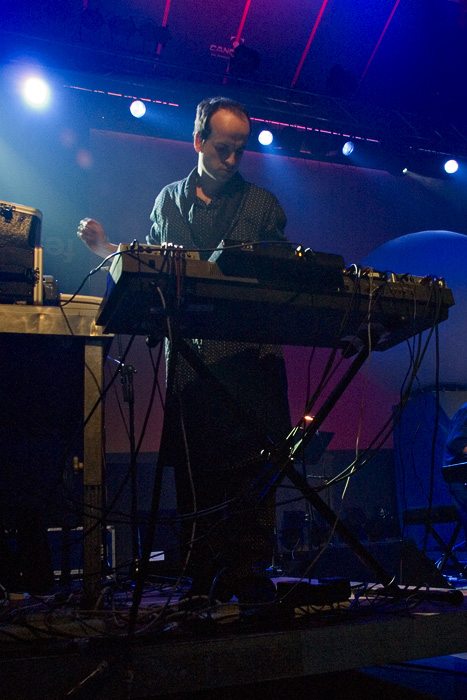
Matthew Herbert (2006)

Matthew Herbert (* 1972 in England) ist ein britischer Musiker, Filmkomponist und Musikproduzent aus dem Bereich der elektronischen Musik. Neben seinem bürgerlichen Namen veröffentlichte er auch unter den Pseudonymen Herbert, Doctor Rockit, Wishmountain und Radio Boy.

## Leben
Herbert besaß bereits zum Anfang seiner akademischen Laufbahn an der Universität Exeter ein kleines Tonstudio, in dem er musikalisch experimentierte. Als junger Erwachsener nahm er mithilfe eines Samplers den Klang auf, wie er in einen Apfel beißt und speicherte das Geräusch in seinem Tonarchiv.
Ab dem Jahr 1994 veröffentlichte er unter den Pseudonymen Wishmountain und Radioboy sowie als Doctor Rockit von Jazz beeinflusste Electronica und als Herbert House. Seit 1997 arbeitete er verstärkt mit der Sängerin Dani Siciliano zusammen, die später auch seine Ehefrau wurde.
Herbert ist Gründer und Besitzer des kleinen Musiklabels Accidental Records, bei dem er neben eigener auch die Musik anderer Künstler aus unterschiedlichen Genres veröffentlicht, darunter Platten von Róisín Murphy, Jazz-Musiker Finn Peters, der experimentellen Popmusikerin Micachu und der Rockband The Invisible. Hierbei fungiert er gelegentlich als Produzent.
1999 produzierte er zusammen mit Rob Mellow den Soundtrack zum Film Human Traffic. Später folgten weitere Arbeiten als Filmkomponist für Werke wie Eine fantastische Frau, Gloria – Das Leben wartet nicht
Neben seiner Tätigkeit als Musiker und Produzent machte Herbert 2005 in der Szene für elektronische Musik mit seinem Personal Contract for the Composition of Music (Incorporating the Manifest of Mistakes) auf sich aufmerksam. In diesem Manifest nennt er elf Regeln für seine Musikproduktionen, unter anderem den Verzicht auf Drumcomputer, Sound-Presets und Samples bereits existierender Musikstücke.
2009 wurde Matthew Herbert in den Eurovision Song Contest 2009 einbezogen. Er schrieb und produzierte die Musik für die 42 Postkarten, also jenen kurzen Filmen, die das im Folgenden antretende Land ankündigten. Zusätzlich hat Herbert ein orchestrales Stück für das Showprogramm komponiert.

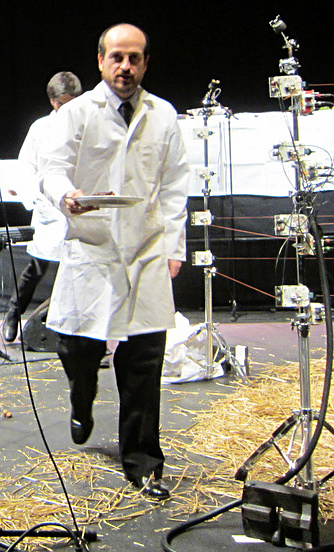
Herbert bei seinem One-Pig-Konzert am 8. Februar 2012 in Hamburg

2010 begann Matthew Herbert mit der Veröffentlichung von One One eine Albumtrilogie, die durch One Club und One Pig vervollständigt wurde. One One steht insofern im Kontrast zu Herberts vorherigen Werken, als dass er alles, was darauf zu hören ist, selbst gespielt und gesungen hat. Das Konzept des Albums war, dass es von lediglich einer Person handeln soll.
Der zweite Teil der Trilogie, One Club, besteht ausschließlich aus Samples, die er an einem Abend im Offenbacher Musikclub Robert Johnson aufgenommen hat.
Auf One Pig schließlich sampelte Matthew Herbert die Geräusche eines Schweins auf einem Bauernhof. Er besuchte das Tier mehrfach von dessen Geburt im August 2009 an bis zum Abtransport zur Schlachtung im Januar 2010 und fertigte dabei Aufnahmen des Schweins und der Umgebungsgeräusche an. Anschließend nahm er die Fleischverarbeitung sowie den späteren Verzehr auf. Laut Presseinformation hat er zudem eine Trommel mit der Haut des Tieres bespannen und vom englischen Jazzschlagzeuger Tom Skinner für die Aufnahmen spielen lassen. Aufgrund von One Pig wurde Herbert noch vor Veröffentlichung von der Tierschutzorganisation PETA kritisiert.
2021 veröffentlichte der Filmemacher Enrique Sánchez Lansch den Dokumentarfilm A Symphony of Noise über den Klangforscher und Audiodokumentaristen Matthew Herbert. In dem Film mikrofoniert Matthew Herbert einen Baum im Wald kurz vor dem Fällen und nimmt in der Küche einer Gaststätte die Geräusche der Zubereitung des englischen Nationalgerichts Fish and Chips mit einem Aufnahmegerät auf. Außerdem frittiert Herbert ein Kornett im heißen Fett der Fritteuse.
Außerdem fertigte er Remixe für Björk, R.E.M., John Cale, Yoko Ono und Serge Gainsbourg an und produzierte das Solo-Debüt von Róisín Murphy.

## Diskographie (Auszug)

### Als Herbert
- 100 lbs (1996)
- Parts One Two and Three (1996)
- Parts Remixed (1996)
- Around the House (1998)
- Bodily Functions (2001)
- Secondhand Sounds: Herbert Remixes (2002)
- Goodbye Swingtime [with The Matthew Herbert Big Band] (2003)
- Scale (2006)
- There's Me and There's You [with The Matthew Herbert Big Band] (2008)
- The Shakes (2015)
- Musca (2021)[12]

### Als Matthew Herbert
- Letsallmakemistakes (Globus Mix Vol. 5) (2000)
- Plat du Jour (2005)
- Score (2007)
- One One (2010)
- Recomposed by Matthew Herbert – Mahler Symphony X (2010)
- One Club (2010)
- One Pig (2011)
- The End of Silence (2013)
- The Recording (2014)
- A Nude (The Perfect Body) (2016)
- Fatherland, Original Music from the Stage Show, mit Karl Hyde (2017)
- The State Between Us, als The Matthew Herbert Big Band mit u. a. Arto Lindsay (2019).
- For Mario (Live) (2020), mit Enrico Rava, Giovanni Guidi

### Als Doctor Rockit
- The Music of Sound (1996)
- Indoor Fireworks (2000)
- Veselka's Diner (2003)
- The Unnecessary History of Doctor Rockit (2004)

### Als Radio Boy
- Wishmountain Is Dead, Long Live Radio Boy (1997)
- The Mechanics of Destruction (2001)

### Als Wishmountain
- Radio (1996)
- Wishmountain is Dead (1998)
- Tesco (2012)

## Filmografie (Auswahl)
Filmkomponist
- 1999: Human Traffic
- 2000: Daybreak
- 2002: Le défi
- 2002: The Intended
- 2002: Nailing Vienna
- 2004: La Confiance règne
- 2005: Vida y color
- 2008: A Number (Fernsehfilm)
- 2008: Agathe Cléry
- 2011: Life in a Day – Ein Tag auf unserer Erde (Life in a Day, Dokumentarfilm)
- 2017: Eine fantastische Frau (Una Mujer Fantástica)
- 2017: Dries (Dokumentarfilm)
- 2017: Ungehorsam (Disobedience)
- 2018: Gloria – Das Leben wartet nicht (Gloria Bell)
- 2018: It Comes (来る)
- 2019: Port Authority
- 2019: Eine Klinik im Untergrund – The Cave (The Cave, Dokumentarfilm)
- 2019–2021: Temple (Miniserie, 15 Episoden)
- 2020: Noughts + Crosses (Fernsehserie, 6 Episoden)
- 2020: Homemade (Fernsehserie, 1 Episode)
- 2020: Die Ehre der Familie (Honour, Miniserie)
- 2020–2021: The Beast Must Die (Fernsehserie, 5 Episoden)
- 2021: Life in a Day 2020 (Dokumentarfilm)
- 2021: A Symphony of Noise
- 2021: Plaza Catedral
- 2022: The Responder (Miniserie, 5 Episoden)
- 2022: Das Wunder (The Wonder)
- 2024: April
- 2025: Hot Milk
- 2025: The Wave (La ola)